# اتان بریرلی
اتان بریرلی (انگلیسی: Ethan Brierley؛ زادهٔ ۲۳ نوامبر ۲۰۰۳) بازیکن فوتبال است.